# Ishøj
Ishøj är huvudort i Ishøjs kommun, Danmark. Den ligger i Region Hovedstaden, 15 km sydväst om Köpenhamn.  Ishøj har en järnvägsstation på Køge Bugt-banen mellan Köpenhamn och Køge som trafikeras av Köpenhamns S-tåg.